# Římskokatolická farnost Citov u Přerova
Římskokatolická farnost Citov u Přerova je územním společenstvím římských katolíků v rámci přerovského děkanátu olomoucké arcidiecéze s farním kostelem svatého Jiří. 

## Historie
První zprávy o obci pocházejí z roku 1283. V letech 1290–1782 náležela obec klášteru dominikánek v Olomouci. Farní kostel byl postaven v roce 1735.

## Duchovní správci
Od července 2016 je administrátorem excurrendo R. D. ThLic. Tomáš Klíč. 

## Bohoslužby
| Kostel       | Místo | Bohoslužba (den)    | Hodina                                             | Poznámka     |
| ------------ | ----- | ------------------- | -------------------------------------------------- | ------------ |
| svatého Jiří | Citov | neděle středa pátek | 10.45 17.00 (mimo prázdniny) 17.00 (o prázdninách) | Farní kostel |

## Aktivity farnosti
Ve farnosti se pravidelně koná tříkrálová sbírka. V roce 2017 se při ní v Citově vybralo 15 335 korun.
V letech 1995 až 2018 vycházel pro všechny farnosti děkanátu Přerov měsíčník Slovo pro každého.